# Jakob Hannibal I. von Hohenems

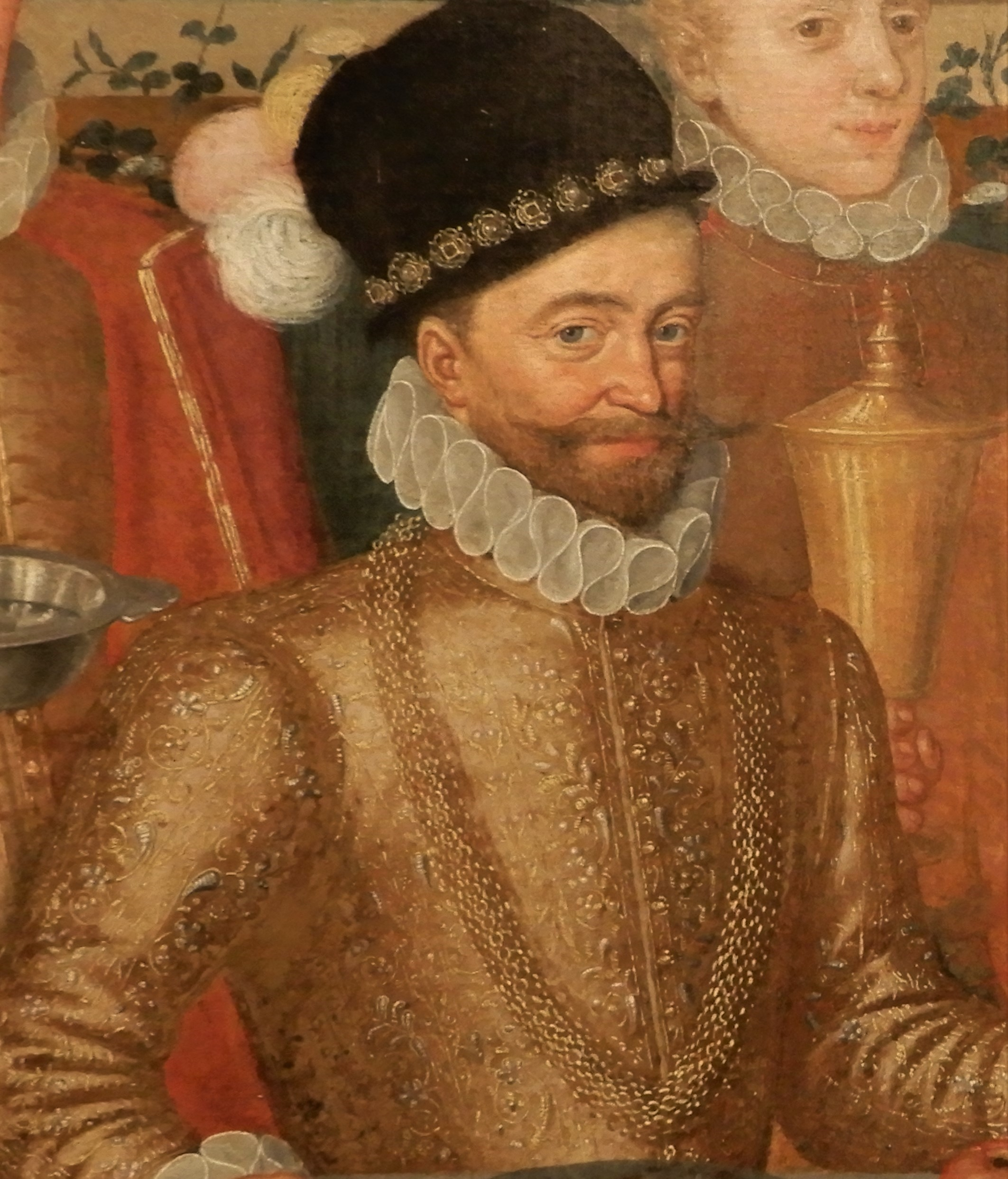
Anthoni Bays: Jakob Hannibal I. von Hohenems, 1578 (Detail); Galerie in Polička

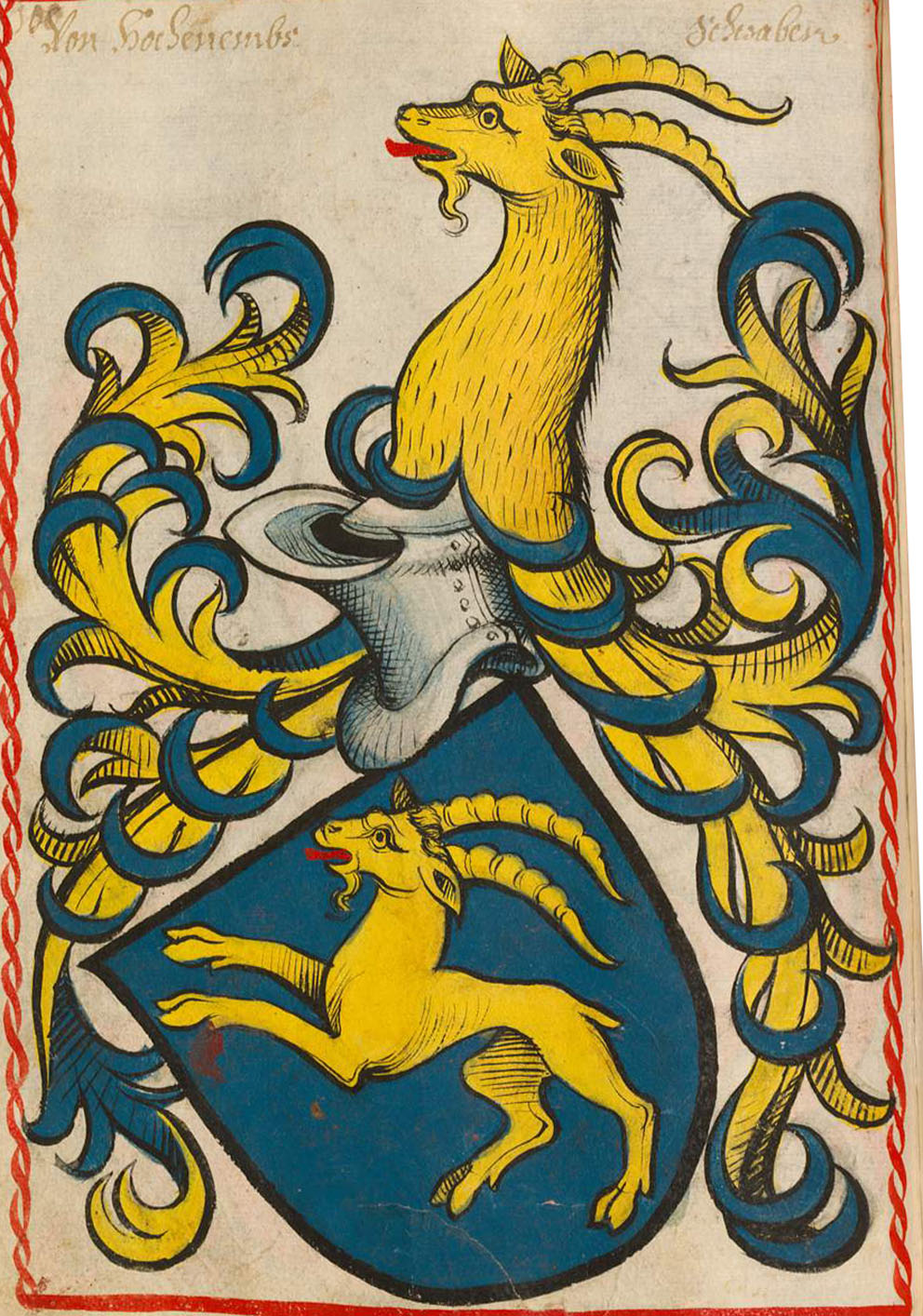
Wappen der Herren von Ems in Scheiblers Wappenbuch von 1450

Jakob Hannibal I. von Hohenems (* 13. Mai 1530 in Bludenz; † 27. Dezember 1587 in Hohenems) war ein Graf aus dem Adelsgeschlecht Hohenems und ein Heerführer des Kirchenstaats und der Habsburger. Unter seiner Herrschaft stiegen die Herren von Hohenems in den Grafenstand auf und wurden zu einer politischen Macht im Alpenrheintal.

## Herkunft
Jakob Hannibal I. von Hohenems war der Sohn von Wolf Dietrich von Hohenems und von Clara de Medici. Das Kardinal Markus Sittikus von Hohenems (1533–1595) war sein Bruder.

## Leben
Teile seiner Jugend verbrachte er in Oberitalien bei seinem Onkel Gian Giacomo Medici, Herzog von Marignano sowie Marquis von Musso und Lecco. Er schlug eine militärische Laufbahn ein. Er nahm 1548 am Vollzug der Reichsacht gegen die Stadt Konstanz teil. Mit der Wahl eines weiteren Onkels, Giovanni Angelo Medici, zum Papst Pius IV. begann für Jakob Hannibal I. und die Hohenemser eine goldene Zeit. Er kämpfte in Italien im Krieg gegen Parma und dann gegen Siena. 1552 war er Oberstleutnant, führte ein Regiment Landsknechte gegen die Franzosen und konnte sich bei Doulens auszeichnen. 1560 wurden sie in den Grafenstand erhoben. Im selben Jahr wurde Jakob Hannibal I. von Hohenems zum Oberbefehlshaber aller Truppen des Kirchenstaats ernannt.  Im Jahre 1561 ging er an den spanischen Hof, wo ihn König Philipp II. zum Grand von Spanien ernannte. Er kämpfte mit eigenen Truppen für die Spanier in Italien, Frankreich und Marokko. Mit 3000 Mann bekämpfte er 1564 die Barbaresken-Korsaren, die mit den Osmanen verbündet waren. Er eroberte die Festung Pinori und schleifte die Stadt Pellina. Dafür erhielt er von  Philipp II. eine Pension von 3000 Dukaten. Unter den Päpsten Pius IV. und Pius V. befehligte er die päpstlichen Truppen, verteidigte 1565 die Insel Malta und die Küste des Königreichs Neapel vor den Einfällen der Türken. 1567 erhielten die Hohenemser die Vogteien Feldkirch und Bregenz von Erzherzog Ferdinand II. Jakob Hannibal I. liess seine Stammburg Alt-Ems ab 1566 nach Plänen von Martino Longhi zur Festung ausbauen. 1571 kämpfte er in der Seeschlacht von Lepanto.
1574 und 1578–1579 diente er als Heerführer der von ihm angeworbenen deutschen Regimenter im Dienst Philipps II. in den Niederlanden. Für zwei Jahre war er Oberbefehlshaber von Antwerpen. 1578 erhielt er für ausstehende Soldzahlungen die Grafschaft Gallarate in Italien bei Mailand vom spanischen König als Herrschaftsgebiet.

## Familie
Am 6. Januar 1565 heiratete er Hortensia Borromeo (1547–1578), die Halbschwester von Karl Borromäus, eines Kardinals und Erzbischofs von Mailand. Auch war Hortensia Borromeo eine Nichte von Papst Pius IV. Jakob Hannibal I. von Hohenems war der Vater von fünf Kinder:
- Margarete (* 1566)
- Klara (* 1572)
- Kaspar von Hohenems  (1573–1638). Dieser erwarb 1613 von Karl Ludwig zu Sulz die Grafschaft Vaduz und die Herrschaft Schellenberg, die das heutige Fürstentum Liechtenstein bilden.
- Markus Sittikus von Hohenems  (1577–1619), war von 1612 bis 1619 Fürsterzbischof des Fürsterzbistums Salzburg.
- Wolf Dietrich II. (*/† 1578) starb unmittelbar nach der Geburt mit seiner Mutter.